# ヴァルトビューネ
ヴァルトビューネ（Waldbühne）はドイツ・ベルリンのオリンピアパルクにある野外音楽堂。毎年6月に行われるベルリン・フィルのヴァルトビューネコンサートの会場としておなじみ。

## 概要
1933年、ヒトラーは10万人規模の野外ステージの建設を要求。1936年ベルリンオリンピックでは体操競技会場として使用され、戦後は現在の名称となる。しかし1965年9月15日、ローリング・ストーンズのコンサート終演後に暴動が発生。会場だけでなくSバーン車両も被害を受け、被害額は40万マルクに及んだ。
1982年には現在のようなテントが設置され、毎年5月から9月にかけ有名アーティストたちのライブが連日行われる。